# Judo-Europameisterschaften 2012
Die Judo-Europameisterschaften 2012 fanden vom 26. bis zum 29. April im russischen Tscheljabinsk statt.

## Ergebnisse

### Männer
| Gewichtsklasse | Gold                  | Silber               | Bronze                                   |
| -------------- | --------------------- | -------------------- | ---------------------------------------- |
| - 60 kg        | Beslan Mudranow       | Howhannes Dawtjan    | Jeroen Mooren Amiran Papinaschwili       |
| - 66 kg        | Alim Gadanow          | Tomasz Kowalski      | Rok Draksić Lascha Schawdatuaschwili     |
| - 73 kg        | Ugo Legrand           | Wolodymyr Soroka     | Dex Elmont Sosso Palelaschwili           |
| - 81 kg        | Siraschudin Magomedow | Murat Chabatschirow  | Joachim Bottieau Konstantīns Ovčiņņikovs |
| - 90 kg        | Warlam Liparteliani   | Grigori Sulemin      | Andrej Kasussjonak Christophe Lambert    |
| - 100 kg       | Ariel Zeevi           | Lewan Schorscholiani | Elmar Gasimov Safar Machmadow            |
| + 100 kg       | Alexander Michailin   | Barna Bor            | Marius Paškevičius Janusz Wojnarowicz    |
| Team           | Georgien              | Russland             | Ukraine Polen                            |

### Frauen
| Gewichtsklasse | Gold                    | Silber               | Bronze                                |
| -------------- | ----------------------- | -------------------- | ------------------------------------- |
| - 48 kg        | Alina Alexandra Dumitru | Charline Van Snick   | Éva Csernoviczki Laëtitia Payet       |
| - 52 kg        | Andreea Chițu           | Natalja Kusjutina    | Mareen Kräh Romy Tarangul             |
| - 57 kg        | Telma Monteiro          | Ioulietta Boukouvala | Automne Pavia Miryam Roper            |
| - 63 kg        | Gévrise Émane           | Yarden Gerbi         | Clarisse Agbegnenou Alice Schlesinger |
| - 70 kg        | Edith Bosch             | Katarzyna Kłys       | Juliane Robra Raša Sraka              |
| - 78 kg        | Abigél Joó              | Audrey Tcheuméo      | Maryna Pryschtschepa Ana Velensek     |
| + 78 kg        | Jelena Iwaschtschenko   | Lucija Polavder      | Karina Bryant Belkis Kaya Zehra       |
| Team           | Russland                | Frankreich           | Deutschland Türkei                    |

### Medaillenspiegel
| Platz | Land                   | Gold | Silber | Bronze | Gesamt |
| ----- | ---------------------- | ---- | ------ | ------ | ------ |
| 1.    | Russland               | 6    | 4      | 1      | 11     |
| 2.    | Frankreich             | 2    | 2      | 3      | 7      |
| 3.    | Georgien               | 2    | 1      | 2      | 5      |
| 4.    | Rumänien               | 2    | 0      | 0      | 2      |
| 5.    | Israel                 | 1    | 1      | 2      | 4      |
| 6.    | Ungarn                 | 1    | 1      | 1      | 3      |
| 7.    | Niederlande            | 1    | 0      | 2      | 3      |
| 8.    | Portugal               | 1    | 0      | 0      | 1      |
| 9.    | Polen                  | 0    | 2      | 2      | 4      |
| 10.   | Slowenien              | 0    | 1      | 3      | 4      |
| 11.   | Ukraine                | 0    | 1      | 2      | 3      |
| 12.   | Belgien                | 0    | 1      | 1      | 2      |
| 13.   | Armenien               | 0    | 1      | 0      | 1      |
| 13.   | Griechenland           | 0    | 1      | 0      | 1      |
| 13.   | Belarus                | 0    | 1      | 0      | 1      |
| 16.   | Deutschland            | 0    | 0      | 5      | 5      |
| 17.   | Türkei                 | 0    | 0      | 2      | 2      |
| 18.   | Litauen                | 0    | 0      | 1      | 1      |
| 18.   | Lettland               | 0    | 0      | 1      | 1      |
| 18.   | Schweiz                | 0    | 0      | 1      | 1      |
| 18.   | Aserbaidschan          | 0    | 0      | 1      | 1      |
| 18.   | Vereinigtes Königreich | 0    | 0      | 1      | 1      |
|       | Total                  | 16   | 16     | 32     | 64     |